# Гаї (заповідне урочище)
Гаї́ — заповідне урочище (лісове) місцевого значення в Україні. Розташоване в межах Сколівського району Львівської області, на між селами Сможе і Красне. 
Площа 1323 га. Статус надано згідно з рішенням Львівського облвиконкому № 34 від 01.02.1991 року (розширення площі згідно з рішенням Львівської обласної Ради № 226 від 08.12. 1999 року). Перебуває у віданні ДП «Славський лісгосп» (Сможанське лісництво, кв. 2, 3, 21—23; Климецьке лісництво, кв. 1—6). 
Статус надано з метою збереження високопродуктивних букових та смереково-букових насаджень. У трав'яному покритті зростають види рослин, занесені до Червоної книги України. Урочище розташоване при південних відногах хребта Довжки.